# Treliça magnética (acelerador)

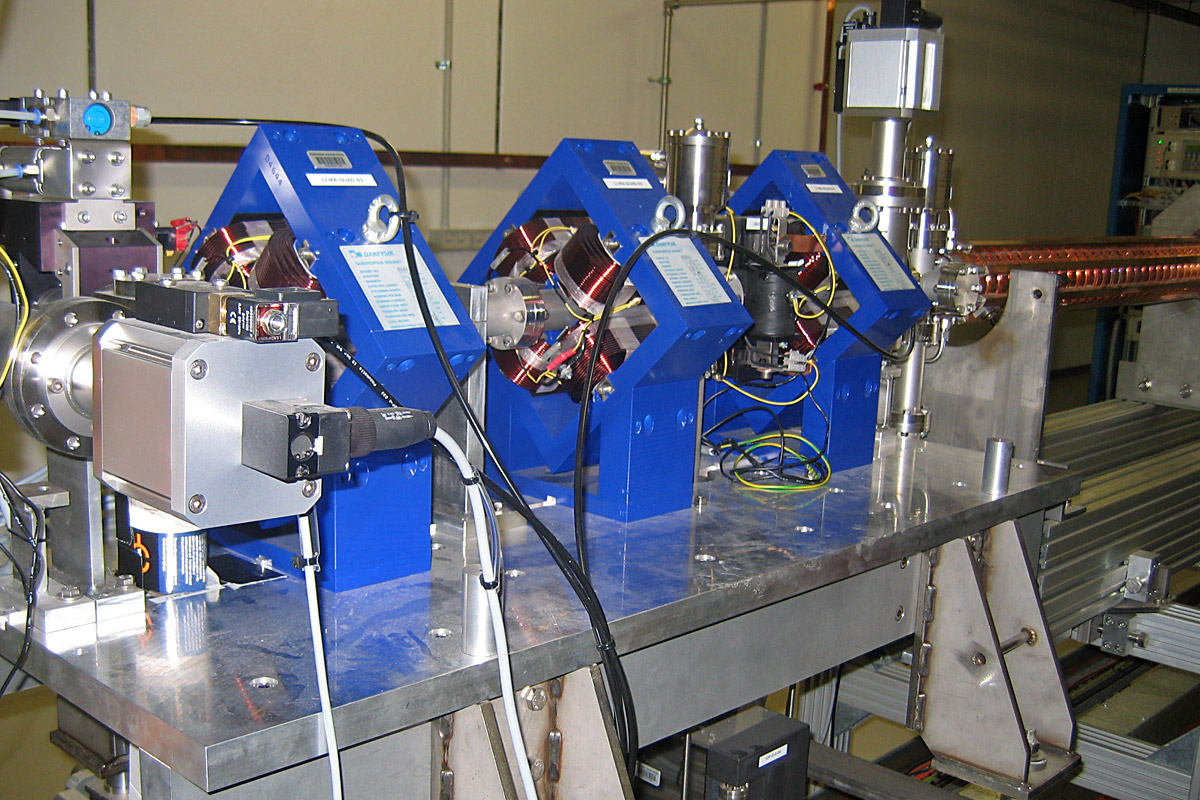
Ímãs quadrupolo ao redor do linac usado para ajudar a focar o feixe de elétrons

Na física de aceleradores, uma treliça magnética, ou rede magnética, é uma composição de eletroímãs em determinadas posições longitudinais ao redor do tubo de vácuo de um acelerador de partículas e, portanto, ao longo do caminho do feixe de partículas carregadas. As propriedades da rede têm uma grande influência nas propriedades do feixe de partículas, que é moldado por campos magnéticos. As treliças podem ser fechadas (aceleradores cíclicos como os síncrotrons), lineares (para instalações linac) e também são usadas em interconexões entre diferentes estruturas de aceleradores (linhas de transferência).A
Embora quase todas as redes aceleradoras que estão em uso em instalações modernas sejam projetadas especificamente para seu propósito específico, o desenvolvimento da rede começa em um determinado projeto de treliçaideal com alta periodicidade e principalmente usando apenas uma célula base. Os mais conhecidos são:
- Lattice FODO, que é o mais simples possível estrutura de focagem forte.
- Treliça acromática de dupla curvatura